# Dallas Desperados
Die Dallas Desperados waren ein Arena-Football-Team aus Dallas, Texas, das in der Arena Football League (AFL) spielte. Ihre Heimspiele trugen die Desperados hauptsächlich im American Airlines Center aus.

## Geschichte
Die Desperados wurden 2002 von Jerry Jones gegründet. Jones ist ein Geschäftsmann, dem auch die Dallas Cowboys aus der NFL gehören. In den sieben Jahren ihres Bestehens zogen die Desperados fünf Mal in die Playoffs ein. 2008 wurden die Desperados aufgelöst.

### Saison 2002–2008 (AFL)
Die Desperados zogen fünf Mal in ihrer Geschichte in die Playoffs ein, scheiterten dort allerdings, zweimal als eigentlich bestes Team der Hauptrunde, spätestens in den Conference Finals.
Im Debütjahr 2002 scheiterten die Desperados im Viertelfinale an den Chicago Rush.
2003 überraschten die Georgia Force, trotz schlechterem Rekord mit einem 49:45-Sieg gegen Dallas in der ersten Runde.
2006 und 2007 wurde man jeweils ligaweit das beste Team der Hauptrunde, mit 13 Siegen und 3 Niederlagen 2006 und sogar 15 Siegen bei nur einer Niederlage 2007. Trotzdem scheiterte man erst im Conference-Finale 2006 gegen die Orlando Predators, 2007 bereits in den Divisional Playoffs gegen die Columbus Destroyers.
Im Jahr 2008 sicherten sich die Desperados erneut als zweitbestes Team der Liga die Playoffteilnahme, doch wieder war in der ersten Runde überraschend Schluss. Dieses Mal zog man gegen die New York Dragons den Kürzeren.
Als die AFL zur Saison 2009 pausierte, lösten sich auch die Desperados auf.

## Saisonstatistiken
| Jahr | Team              | Liga | S  | N  | UE | Platzierung | Playoffrunde                                                                                        |
| ---- | ----------------- | ---- | -- | -- | -- | ----------- | --------------------------------------------------------------------------------------------------- |
| 2002 | Dallas Desperados | AFL  | 7  | 7  | 0  | 4.          | 47:46-Sieg gegen Indiana Firebirds Wild Card Game 47:60-Niederlage gegen Chicago Rush Viertelfinale |
| 2003 | Dallas Desperados | AFL  | 10 | 6  | 0  | 1.          | 45:49-Niederlage gegen Georgia Force Wild Card Game                                                 |
| 2004 | Dallas Desperados | AFL  | 6  | 10 | 0  | 3.          | |
| 2005 | Dallas Desperados | AFL  | 8  | 7  | 1  | 3.          | |
| 2006 | Dallas Desperados | AFL  | 13 | 3  | 0  | 1.          | 62:27-Sieg gegen Georgia Force Viertelfinale 28:45-Niederlage gegen Orlando Predators Halbfinale    |
| 2007 | Dallas Desperados | AFL  | 15 | 1  | 0  | 1.          | 59:66-Niederlage gegen Columbus Destroyers Viertelfinale                                            |
| 2008 | Dallas Desperados | AFL  | 12 | 4  | 0  | 2.          | 63:70-Niederlage gegen New York Dragons Wild Card Game                                              |

## Zuschauerentwicklung
| Jahr | Zuschauerdurchschnitt |
| ---- | --------------------- |
| 2002 | 13.602                |
| 2003 | 12.948                |
| 2004 | 10.046                |
| 2005 | 12.187                |
| 2006 | 12.403                |
| 2007 | 13.004                |
| 2008 | 12.153                |

## Stadion
Bis auf die Saison 2003, als die Desperados kurzzeitig in die 16.500 Zuschauer fassende Reunion Arena umzogen, absolvierten sie ihre Heimspiele ausschließlich im American Airlines Center, in der auch die Dallas Stars und Dallas Mavericks zu Hause sind.